# Reading Classic
El Reading Classic va ser una competició ciclista d'un dia que es disputava primer a Trenton (Nova Jersey) i finalment a Reading a l'estat de Pennsilvània, als Estats Units. Al llarg de la seva història va tenir diferents noms, i va formar part de la Commerce Bank Triple Crown of Cycling juntament amb la Lancaster Classic i la Philadelphia Cycling Classic.
També estava inclosa en el calendari de l'UCI Amèrica Tour i de l'USA Cycling Professional Tour.
Des del 2006 també es va disputar una prova en categoria femenina.

## Palmarès masculí
| Any                              | Vencedor           | Segon                | Tercer                |
| -------------------------------- | ------------------ | -------------------- | --------------------- |
| New Jersey National Bank Classic |                    |                      |                       |
| 1989                             | Michel Zanoli      | Graeme Miller        | Roberto Pelliconi     |
| 1990                             | David Farmer       | Ad Wijnands          | Kenny Adams           |
| 1991                             | Adrie van der Poel | Angelo Canzonieri    | Nathan Dahlberg       |
| 1992                             | Urs Freuler        | Michel Zanoli        | Dario Bottaro         |
| 1993                             | Roberto Gaggioli   | Angelo Canzonieri    | Phil Anderson         |
| CoreStates Classic               |                    |                      |                       |
| 1994                             | Ron Kiefel         | Phil Anderson        | Rossano Brasi         |
| 1995                             | Matt Kochara       | Fred Rodriguez       | George Hincapie       |
| 1996                             | Johan Capiot       | Malcolm Elliott      | Graeme Miller         |
| 1997                             | Jay Sweet          | Jacek Mickiewicz     | Julian Dean           |
| First Union Classic              |                    |                      |                       |
| 1998                             | Ján Svorada        | George Hincapie      | Michael McCarthy      |
| 1999                             | George Hincapie    | Eddy Gragus          | Julian Dean           |
| 2000                             | Fred Rodriguez     | Gordon Fraser        | George Hincapie       |
| 2001                             | Julian Dean        | Arvis Piziks         | Jans Koerts           |
| 2002                             | Gordon Fraser      | Oleg Grishkine       | Wesley Van Speybroeck |
| Wachovia Classic                 |                    |                      |                       |
| 2003                             | Julian Dean        | Oleg Grishkine       | Viktor Rapinski       |
| 2004                             | Fred Rodriguez     | Gordon Fraser        | Lars Michaelsen       |
| 2005                             | Gordon Fraser      | Fred Rodriguez       | Lars Michaelsen       |
| Reading Classic                  |                    |                      |                       |
| 2006                             | Gregory Henderson  | Serguei Lagutin      | Danny Pate            |
| 2007                             | Bernhard Eisel     | Alejandro Borrajo    | Oleg Grishkine        |
| 2008                             | Óscar Sevilla      | Edvald Boasson Hagen | Bernhard Eisel        |

## Palmarès femení
| Any  | Vencedor            | Segon              | Tercer           |
| ---- | ------------------- | ------------------ | ---------------- |
| 2006 | Ina-Yoko Teutenberg | Katherine Carroll  | Rochelle Gilmore |
| 2007 | Ina-Yoko Teutenberg | Theresa Cliff Ryan | Laura Van Gilder |
| 2008 | Ina-Yoko Teutenberg | Joanne Kiesanowski | Laura Van Gilder |